# فلوريد التكنيشيوم السداسي
فلوريد التكنيشيوم السداسي (أو سداسي فلوريد التكنيشيوم) هو مركب كيميائي صيغته TcF6، ويوجد على هيئة صلب أصفر.

## التحضير
يحضر هذا المركب من التفاعل المباشر بين عنصر التكنيشيوم مع فائض من غاز الفلور عند الدرجة 400 °س:
{\displaystyle {\ce {Tc + 3 F2 -> TcF6}}}

## الخواص
يوجد المركب في الشروط القياسية على هيئة صلب أصفر، ويتميز بأن لديه نقطة انصهار منخفضة.